# 阿爾夫·普勒森

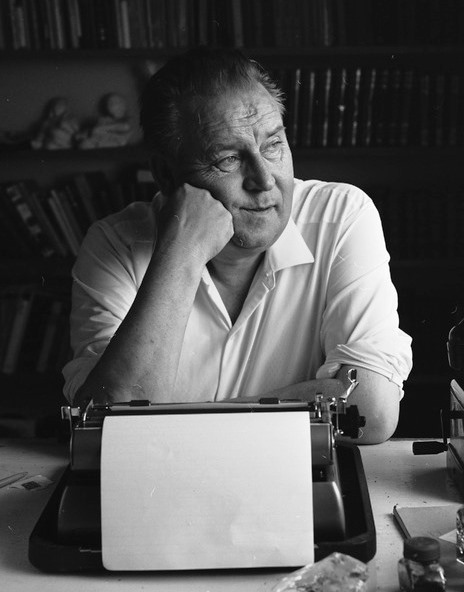
阿爾夫·普勒森

阿尔夫·普勒森 （1914年7月23日 - 1970年11月23日）是挪威作者、诗人、剧作家、詞曲作家和音乐家。 
他曾与挪威廣播公司合作，并于1947年首次录制唱片。 普勒森的大部分作品都是短篇小说，而且他的大部分作品都是以兒童為閱讀對象。 